# سیارک ۱۱۳۴۹
سیارک ۱۱۳۴۹ (به انگلیسی: 11349 Witten، نامگذاری:1997JH16) یازده هزار و سیصد و چهل و نهمین سیارک کشف شده‌است که در ۳ مه ۱۹۹۷ کشف شد.
قدر مطلق سیارک برابر ۱۴٫۹۰ است.